# Gouvernement Rajoy I
Pour les articles homonymes, voir Gouvernement Rajoy.
Royaume d'Espagne
Zapatero II Rajoy II
Le gouvernement Rajoy I (en espagnol : Primer Gobierno Rajoy) est le gouvernement du royaume d'Espagne entre le 22 décembre 2011 et le 4 novembre 2016, sous les Xe et XIe législature des Cortes Generales.
Il est dirigé par le conservateur Mariano Rajoy et formé après les élections générales anticipées du 20 novembre 2011. Il se compose de 13 ministres, dont une porte le titre de vice-présidente du gouvernement. Il s'agit du gouvernement le plus resserré de l'histoire démocratique. À la fin de son mandat, il ne compte plus que dix membres, un minimum historique. Son mandat est marqué par l'abdication de Juan Carlos Ier et la proclamation de Felipe VI.
Majoritaire aux Cortes Generales, il est constitué du seul Parti populaire.
Il succède au gouvernement Zapatero II, qui assumait la gestion des affaires courantes depuis les élections générales, marquées par une alternance au détriment du Parti socialiste, au pouvoir depuis 2004. Aucune majorité ne s'étant dégagée à la suite des élections générales du 20 décembre 2015, de nouvelles élections générales sont organisées le 26 juin 2016. Elles débouchent, le 4 novembre 2016, sur la formation du gouvernement Rajoy II, après 320 jours de gestion des affaires courantes.

## Historique du mandat
Ce gouvernement est dirigé par le nouveau président du gouvernement conservateur, Mariano Rajoy. Il est constitué par le Parti populaire (PP). Seul, il dispose de 185 députés sur 350, soit 52,9 % des sièges du Congrès des députés, et initialement de 163 sénateurs sur 266, soit 61,3 % des sièges du Sénat.
Il bénéficie du soutien sans participation de l'Union du peuple navarrais (UPN) et du Forum des Asturies (FAC).
Il succède donc au gouvernement Zapatero II, constitué et soutenu par le seul Parti socialiste (et son allié permanent catalan).

### Contexte
Le 2 avril 2011, le président du gouvernement José Luis Rodríguez Zapatero annonce devant le comité fédéral du Parti socialiste ouvrier espagnol qu'il ne sera pas candidat à sa succession lors des prochaines élections générales, alors attendues pour l'année 2012. Il annonce le 29 juillet son intention de convoquer des élections anticipées pour le 20 novembre suivant, soit quatre mois avant le terme de la législature en cours. Le Conseil des ministres procède formellement à la dissolution des Cortes Generales le 26 septembre.
Au cours du scrutin, le Parti populaire de Mariano Rajoy remporte une large victoire avec 10,7 millions de voix et une majorité absolue au Congrès des députés de 186 sièges, 32 de plus que sous la législature sortante, effaçant ainsi le record établi en 2000 par José María Aznar. Ce résultat est principalement dû à l'effondrement du Parti socialiste, puisque celui-ci perd plus de 4 millions de voix là où le PP en conquiert environ 500 000 supplémentaires par rapport à 2008.

### Investiture

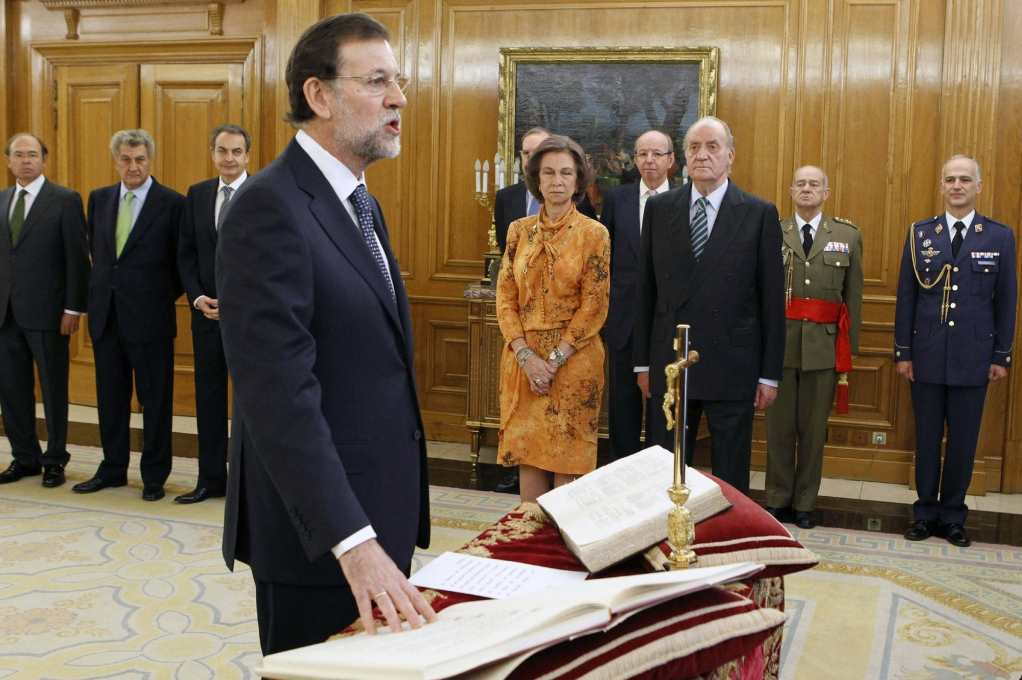
Mariano Rajoy prête serment devant le roi Juan Carlos Ier après avoir obtenu l'investiture du Congrès.

Le roi Juan Carlos Ier reçoit l'ensemble des partis politiques représentés au Congrès des députés les 14 et 15 décembre afin de proposer un candidat à l'investiture, bien que la majorité absolue du PP rende incontournable la candidature de Mariano Rajoy, dont les dates du débat et vote d'investiture ont déjà été établies aux 19 et 20 décembre. À l'issue de ces entretiens, le monarque propose formellement la candidature de Rajoy au président du Congrès, Jesús Posada, qui annonce à son tour de manière formelle la convocation de la session d'investiture aux dates précédemment annoncées.
Le 19 décembre, Mariano Rajoy prononce pendant 1 h 20 son discours de politique générale devant les députés, marqué par la crise économique et une annonce de réduction de la dépense publique de l'ordre de 16,5 milliards € qui concernera tous les chapitres budgétaires, sauf les pensions de retraite. À l'issue du débat, le 20 décembre, le candidat remporte l'investiture par 187 voix pour, 149 voix contre et 14 abstentions. Aux députés du Parti populaire s'ajoutent les voix des uniques parlementaires du Forum des Asturies (FAC) et de l'Union du peuple navarrais (UPN). À la surprise générale, Convergence et Union (CiU) vote contre, dénonçant que le candidat n'a repris à son compte aucune revendication du nationalisme catalan, et Amaiur s'abstient, considérant ne pas être concernée par un scrutin au niveau de l'État. Le Parti nationaliste basque (EAJ/PNV) fait finalement de même, après avoir reçu des garanties concernant le régime fiscal dérogatoire dont bénéficie le Pays basque.
Il prête serment le 21 décembre au palais de la Zarzuela devant Juan Carlos Ier, en présence des présidents du Congrès des députés, Jesús Posadas, du Sénat, Pío García-Escudero, du Conseil général du pouvoir judiciaire et du Tribunal suprême, Carlos Dívar, et du Tribunal constitutionnel, Pascual Sala, ainsi que de son prédécesseur José Luis Rodríguez Zapatero et du ministre de la Justice Francisco Caamaño, en sa qualité de grand notaire du Royaume.

### Formation

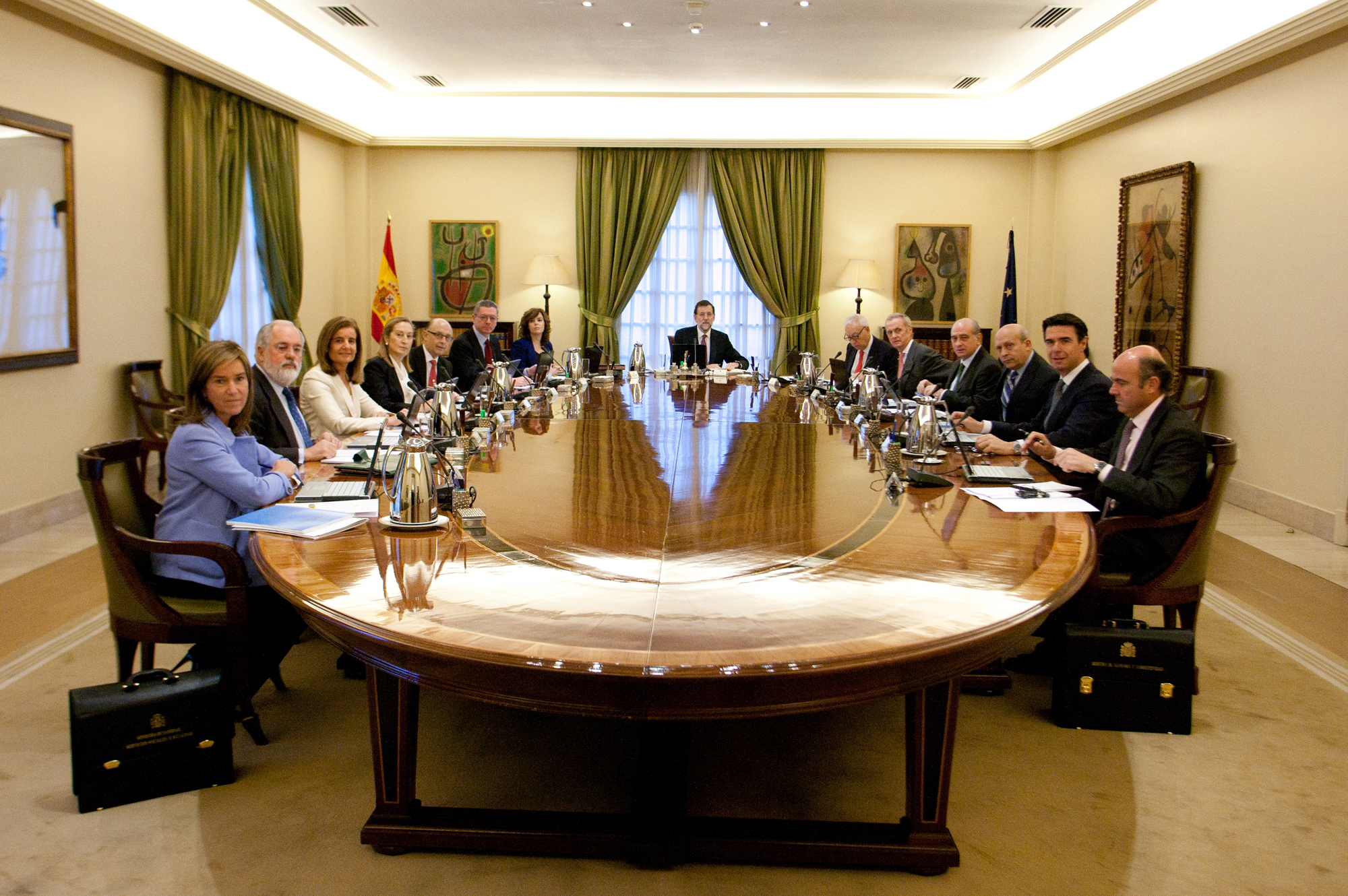
Mariano Rajoy forme le gouvernement le plus réduit de l'histoire démocratique.

Le 21 décembre, Mariano Rajoy dévoile la composition de son gouvernement. Avec 13 ministres, il s'agit de l'exécutif le plus resserré de l'histoire démocratique, avec un membre de moins que le gouvernement Aznar I. Pour la première fois depuis 1996, le cabinet ne compte qu'une seule vice-présidence. Bien qu'il nomme une équipe avec un fort profil économique, rappelant l'ex-ministre des Finances et l'ex-secrétaire d'État à l'Économie d'Aznar, Rajoy fait le choix d'assurer lui-même la coordination de la politique économique et supprime ainsi la vice-présidence consacrée aux questions économiques, alors que le pays traverse une importante crise dans ce domaine. Avec quatre femmes pour neuf hommes, il rompt avec la parité,,.
Le gouvernement se compose principalement de proches du nouveau chef de l'exécutif, notamment des hauts fonctionnaires avec une grande expérience politique et de la même génération que lui, tels le ministre des Affaires étrangères, José Manuel García-Margallo, le ministre de l'Intérieur, Jorge Fernández Díaz, le ministre de l'Agriculture et de l'Environnement, Miguel Arias Cañete, la ministre de l'Équipement, Ana Pastor, ou le ministre de l'Industrie, José Manuel Soria. La vice-présidente, Soraya Sáenz de Santamaría, est également ministre de la Présidence et porte-parole, ce qui en fait la véritable « bras droit » de Mariano Rajoy. Les principales surprises sont la nomination de José Ignacio Wert, un sociologue et éditorialiste proche du principal conseiller politique du président du gouvernement, comme ministre de l'Éducation et de la Culture, et le choix de confier le ministère de la Justice, doté de peu de compétences, à un poids lourd, le maire de Madrid Alberto Ruiz-Gallardón, qui accomplit son rêve de rejoindre la table du Conseil des ministres. Esteban González Pons et Federico Trillo sont les grands absents de cette équipe à la composition fort prévisible, puisque Soraya Sáenz de Santamaría, Alberto Ruiz-Gallardón, Miguel Arias Cañete et la ministre de la Santé Ana Mato suivaient immédiatement Mariano Rajoy sur la liste dans la circonscription de Madrid. La nomination de José Manuel Soria et Ana Mato vient récompenser leur engagement au sein de l'appareil du PP,,.
Les 13 ministres prêtent serment, puis entrent en fonction, le 22 décembre au palais de la Zarzuela.

### Évolution

#### Plein exercice
Le Parti populaire investit le 9 avril 2014 le ministre de l'Agriculture et de l'Environnement, Miguel Arias Cañete, comme tête de liste aux élections européennes du 25 mai suivant, comme attendu. Isabel García Tejerina, secrétaire générale de l'Agriculture et « numéro deux » du ministère, est nommée le 28 avril pour prendre sa succession. Elle prête serment le soir-même au palais de la Zarzuela puis entre en fonction.
Le ministre de la Justice, Alberto Ruiz-Gallardón, annonce le 23 septembre 2014 sa démission et son retrait de la vie politique après que le gouvernement a décidé de renoncer à son projet de loi de réforme du régime de l'interruption volontaire de grossesse (IVG), présenté neuf mois plus tôt. Mariano Rajoy fait savoir quelques heures plus tard qu'il sera remplacé par Rafael Catalá, jusqu'ici secrétaire d'État aux Infrastructures, mais comme sa prise de fonction doit attendre le retour du roi Felipe VI de l'assemblée générale des Nations unies et du président du gouvernement d'un déplacement en Chine, la vice-présidente Soraya Sáenz de Santamaría est chargée par intérim de la direction du ministère de la Justice pendant quelques jours. Rafael Catalá prête serment, puis entre en fonction, le 29 septembre au palais de la Zarzuela.
Le 26 novembre 2014, la ministre de la Santé Ana Mato remet sa démission à Mariano Rajoy, bien qu'elle ait précédemment indiqué souhaiter rester en poste. Elle est remplacée à titre temporaire par la vice-présidente Soraya Sáenz de Santamaría. Son départ s'explique par sa mise en examen dans le cadre de l'affaire Gürtel, un dossier politico-financier, alors que le président du gouvernement doit justement présenter un important plan anti-corruption devant le Congrès. Mariano Rajoy révèle le 2 décembre suivant qu'il la remplace par le porte-parole du groupe parlementaire, Alfonso Alonso, à qui il fait appel dans l'optique de renforcer le poids politique de son exécutif, ce qui constitue une surprise parmi les cadres du PP qui attendaient et craignaient la désignation d'un technocrate. Il prête serment puis entre en fonction le 3 décembre au palais de la Zarzuela.
Dans la soirée du 25 juin 2015, Mariano Rajoy fait savoir que le ministre de l'Éducation et de la Culture, José Ignacio Wert, quitte le gouvernement à sa demande. Il nomme le secrétaire d'État à l'Union européenne, Íñigo Méndez de Vigo pour le remplacer. Ce changement intervient un mois après les mauvais résultats du PP aux élections régionales et municipales et juste après un remaniement d'ampleur de la direction du parti. Méndez de Vigo entre en fonction le lendemain.

#### En affaires courantes
Le ministre de l'Industrie José Manuel Soria annonce le 15 avril 2016 qu'il a présenté sa démission. Son nom est cité dans les Panama Papers, mais le Parti populaire justifie le départ de ce très proche de Mariano Rajoy par le fait qu'il n'ait pas su convenablement expliquer ses anciennes affaires en entreprise dans le cadre de ce dossier. Le gouvernement se trouvant en affaires courantes à la suite des élections générales du 20 décembre 2015, le chef de l'exécutif est dans l'impossibilité légale de nommer un remplaçant, aussi charge-t-il le ministre de l'Économie, Luis de Guindos, de la direction par intérim du ministère de l'Industrie.
À la suite des élections générales du 26 juin 2016, la ministre de l'Équipement Ana Pastor est choisie par le Parti populaire comme candidate à la présidence du Congrès des députés. Le 19 juillet, quelques heures avant qu'elle ne soit élue au second tour par 169 voix favorables et 155 pour son concurrent, le ministre de la Justice Rafael Catalá est chargé de l'intérim de son département ministériel.
Le 1er août 2016, Alfonso Alonso annonce que le Parti populaire basque, qu'il préside, l'a désigné chef de file pour les élections régionales du 25 septembre suivant, ce qui l'oblige à quitter l'exécutif puisque les ministres ne sont pas éligibles lors de ce scrutin. La ministre de l'Emploi Fátima Báñez prend sa suite à titre intérimaire le 16 août, ce qui réduit le nombre effectif de ministres à dix, le nombre le plus faible depuis 1977.

### Abdication du roi

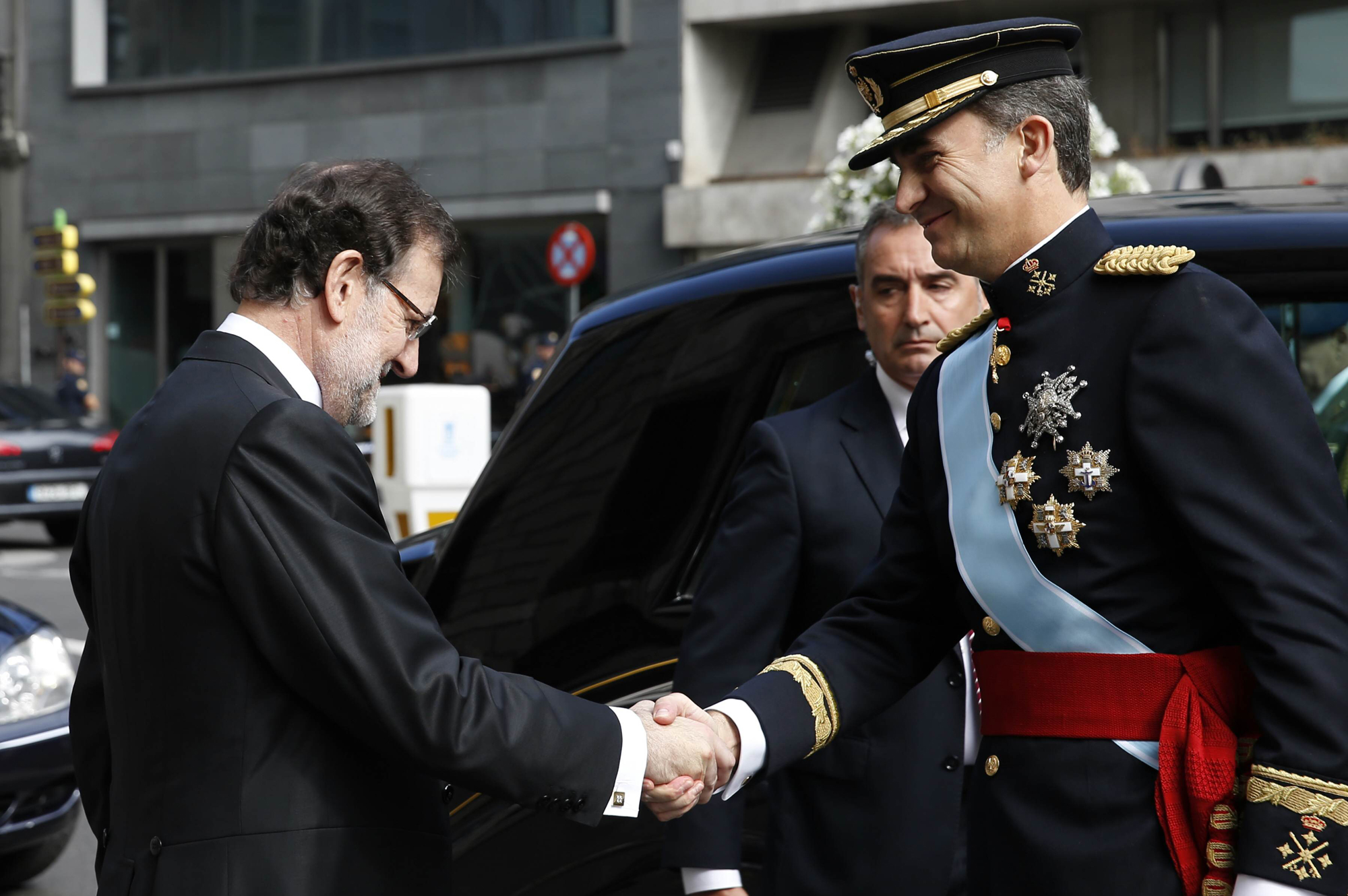
Mariano Rajoy salue Felipe avant sa prestation de serment.

Le 2 juin 2014, Mariano Rajoy annonce dans une déclaration institutionnelle que le roi Juan Carlos Ier lui a communiqué sa décision d'abdiquer, au profit de Felipe, prince des Asturies. Un Conseil des ministres extraordinaire, réuni le lendemain, approuve le projet de loi organique permettant le renoncement de Juan Carlos Ier et l'accession au trône de Felipe, et le remet sans délai aux Cortes Generales.
Le projet de loi est adopté par le Congrès des députés le 11 juin, par 299 voix pour, 19 voix contre et 23 abstentions. Il est approuvé le 17 juin par le Sénat par 233 voix pour, 5 voix contre et 20 abstentions. Juan Carlos Ier signe formellement son acte d'abdication le lendemain, au palais royal. Le 19 juin, Felipe VI devient officiellement le nouveau roi d'Espagne. Il prête serment, quelques heures plus tard, devant les Cortes Generales réunies.

### Succession

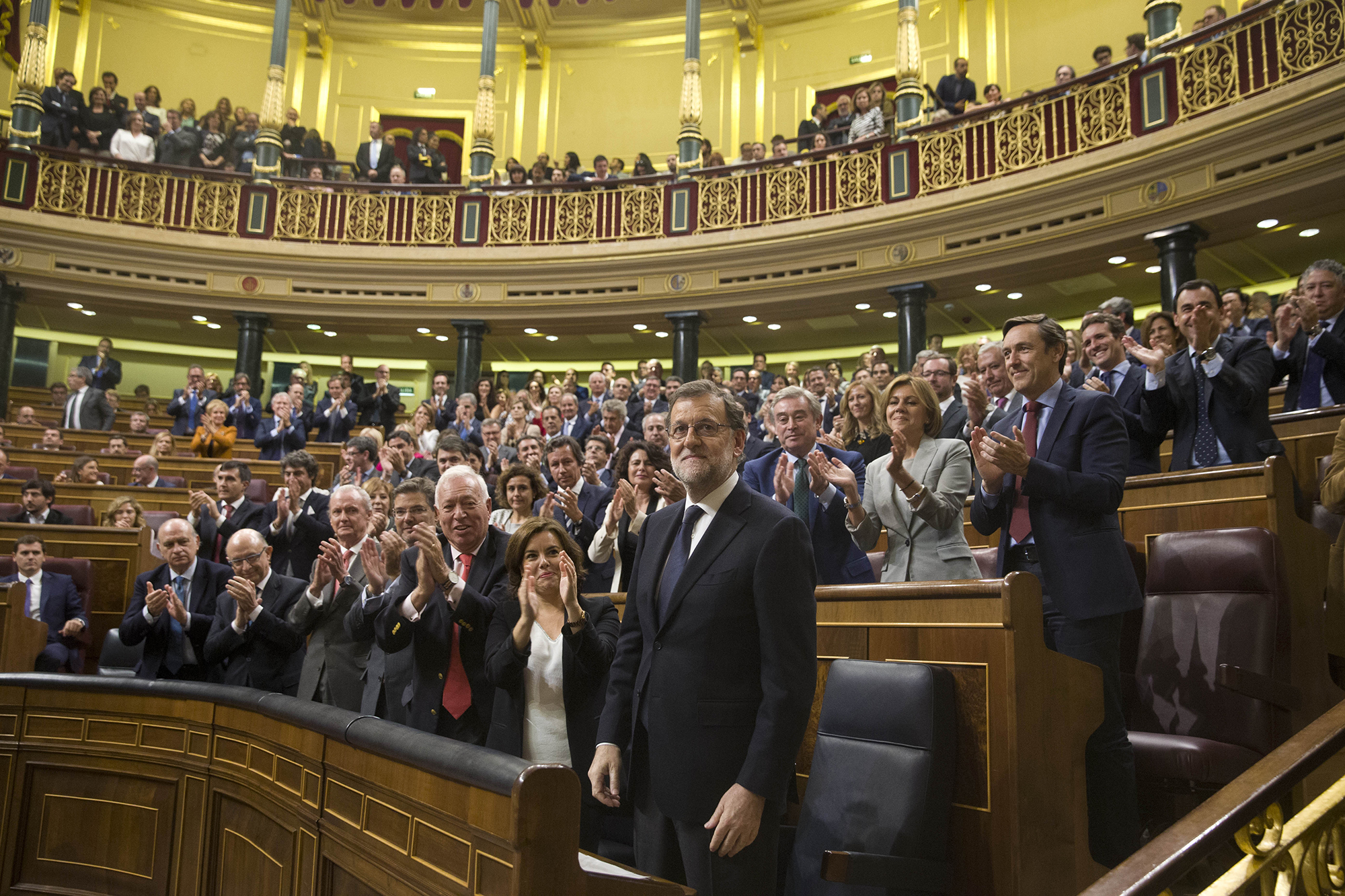
Mariano Rajoy est investi après quatre votes de confiance et une répétition électorale.

Le 1er octobre 2015, Mariano Rajoy annonce à la télévision que la date des prochaines élections générales a été fixée au 20 décembre 2015, afin de laisser le temps à son gouvernement de faire voter la loi de finances pour 2016 et d'éviter que les Cortes Generales nouvellement élues ne soient installées en pleine période des fêtes.
Lors du scrutin, le Parti populaire conserve son statut de première force politique, devant le Parti socialiste (PSOE), mais ces élections sont marquées par un effondrement du bipartisme historique au profit de deux partis émergents, Podemos et Ciudadanos (Cs). Le PP perd sa majorité absolue et aussi bien à droite qu'à gauche, aucune majorité ne se dégage et l'apport des partis nationalistes périphériques et indépendantistes catalans se révèle indispensable.
Le roi Felipe VI propose le 22 janvier à Mariano Rajoy d'être candidat à l'investiture du Congrès, mais celui-ci refuse, constatant ne pas avoir les voix suffisantes pour remporter la confiance des députés. Le 2 février, le monarque désigne candidat le secrétaire général du PSOE, Pedro Sánchez, qui accepte. Sans autre soutien que celui de Ciudadanos, puis la Coalition canarienne lors du second vote, Pedro Sánchez échoue lors des deux votes d'investiture le 2 mars puis le 4 mars.

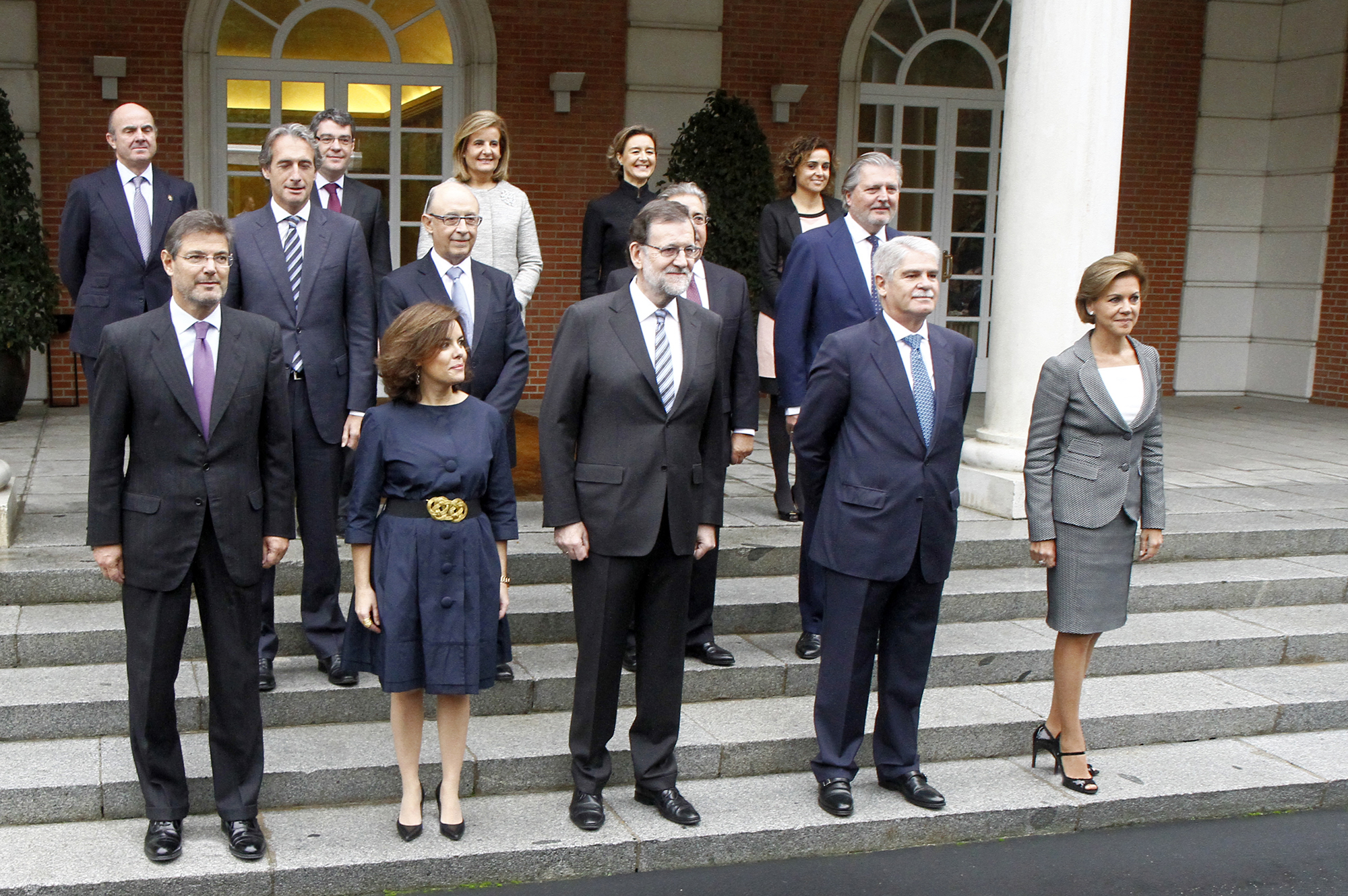
Mariano Rajoy forme son second gouvernement après d'affaires courantes.

Faute d'investiture dans le délai constitutionnel de deux mois à l'issue du premier vote sans succès, Felipe VI prononce le 3 mai 2016 la dissolution des Cortes Generales et convoque de nouvelles élections le 26 juin. Au cours de ce scrutin, le Parti populaire s'impose de nouveau à la majorité relative et renforce sa représentation, tandis que le bloc de gauche est affaibli et que le panorama politique reste globalement le même que six mois plus tôt.
Le roi charge, le 28 juillet 2016 Mariano Rajoy de former le nouvel exécutif. Bénéficiant du soutien de Ciudadanos et de la Coalition canarienne, il échoue à son tour lors des votes du 31 août puis du 2 septembre. Après que le Parti socialiste a finalement décidé de s'abstenir, en ayant renversé Pedro Sánchez entretemps, Mariano Rajoy se soumet de nouveau au vote des députés le 27 octobre, et échoue. Il l'emporte finalement le 29 octobre, grâce à l'abstention de 68 socialistes sur 83.
Mariano Rajoy prête serment devant le Felipe VI au palais de la Zarzuela le 31 octobre. Il dévoile la composition de son nouveau gouvernement de 13 ministres le 3 novembre, qui est assermenté et entre en fonction le lendemain, mettant un terme à 10 mois et 15 jours de gestion des affaires courantes.

## Composition
| Portefeuille                                                                           | Titulaires | Titulaires | Titulaires                                            | Parti |
| -------------------------------------------------------------------------------------- | ---------- | ---------- | ----------------------------------------------------- | ----- |
| Président du gouvernement                                                              |            |            | Mariano Rajoy Brey                                    | PP    |
| Vice-présidente du gouvernement Ministre de la Présidence Porte-parole du gouvernement |            |            | María Soraya Sáenz de Santamaría Antón                | PP    |
| Ministre des Affaires étrangères et de la Coopération                                  |            |            | José Manuel García-Margallo Marfil                    | PP    |
| Ministre de la Justice                                                                 |            |            | Alberto Ruiz-Gallardón Jiménez (jusqu'au 23/09/2014)  | PP    |
| Ministre de la Justice                                                                 |            |            | María Soraya Sáenz de Santamaría Antón a.i.           | PP    |
| Ministre de la Justice                                                                 |            |            | Rafael Catalá Polo (à partir du 29/09/2014)           | PP    |
| Ministre de la Défense                                                                 |            |            | Pedro Morenés Eulate                                  | Sans  |
| Ministre des Finances et des Administrations publiques                                 |            |            | Cristóbal Montoro Romero                              | PP    |
| Ministre de l'Intérieur                                                                |            |            | Jorge Fernández Díaz                                  | PP    |
| Ministre de l'Équipement                                                               |            |            | Ana María Pastor Julián (jusqu'au 19/07/2016)         | PP    |
| Ministre de l'Équipement                                                               |            |            | Rafael Catalá Polo a.i.                               | PP    |
| Ministre de l'Éducation, de la Culture et des Sports                                   |            |            | José Ignacio Wert Ortega (jusqu'au 26/06/2015)        | Sans  |
| Ministre de l'Éducation, de la Culture et des Sports                                   |            |            | Íñigo Méndez de Vigo y Montojo                        | PP    |
| Ministre de l'Emploi et de la Sécurité sociale                                         |            |            | María Fátima Báñez García                             | PP    |
| Ministre de l'Industrie, de l'Énergie et du Tourisme                                   |            |            | José Manuel Soria López (jusqu'au 16/04/2016)         | PP    |
| Ministre de l'Industrie, de l'Énergie et du Tourisme                                   |            |            | Luis de Guindos Jurado a.i.                           | PP    |
| Ministre de l'Agriculture, de l'Alimentation et de l'Environnement                     |            |            | Miguel Arias Cañete (jusqu'au 28/04/2014)             | PP    |
| Ministre de l'Agriculture, de l'Alimentation et de l'Environnement                     |            |            | Isabel García Tejerina                                | PP    |
| Ministre de l'Économie et de la Compétitivité                                          |            |            | Luis de Guindos Jurado                                | PP    |
| Ministre de la Santé, des Services sociaux et de l'Égalité                             |            |            | Ana Mato Adrover (jusqu'au 27/11/2014)                | PP    |
| Ministre de la Santé, des Services sociaux et de l'Égalité                             |            |            | María Soraya Sáenz de Santamaría Antón a.i.           | PP    |
| Ministre de la Santé, des Services sociaux et de l'Égalité                             |            |            | Alfonso Alonso Aranegui (du 03/12/2014 au 16/08/2016) | PP    |
| Ministre de la Santé, des Services sociaux et de l'Égalité                             |            |            | María Fátima Báñez García a.i.                        | PP    |